# Mattoni NBL 2004/2005
Národní basketbalová liga 2004/2005 byla nejvyšší mužskou ligovou basketbalovou soutěží v České republice v ročníku 2004/2005. Od ročníku ligy 1998/1999 byla nazvána jménem generálního partnera - Mattoni Národní basketbalová liga (ve zkratce Mattoni NBL).
Konečné pořadí ligy:
1. ČEZ Basketball Nymburk (mistr České republiky 2004/2005) - 2. Mlékárna Kunín - 3. BK Prostějov - 4. A PLUS ŽS Brno BC - 5. BK SČE Děčín - 6. BC Sparta Praha - 7. BK NH Ostrava - 8. BK SČP Ústí nad Labem - 9. Houseři Brno - 10. USK Praha - 11. BK Synthesia Pardubice - 
12. BK Opava (sestup)

## Systém soutěže
V první části soutěže (září - prosinec 2004) všech 12 družstev dvoukolově každý s každým (zápasy doma - venku) odehrálo 22 zápasů.
Ve druhé části soutěže (leden - březen 2005) se započítáním výsledků 1. části byla družstva rozdělena do skupiny A1 (o 1. až 6. místo) a do skupiny A2 (o 7. až 12. místo), družstva hrála ve skupině dvoukolově každý s každým (každé družstvo 10 utkání).
V Play-off hrálo 6 týmů ze skupiny A1 a dva nejlepší ze skupiny A2. Hrálo se na 3 vítězné zápasy.
Play-out (zápasy o 9.-12. místo) se hrálo naposledy v sezóně 2000/2001. Od sezóny 2001/2002 družstva na 9. až 12. místě po skončení skupiny A2 dále nehrála, jejich pořadí bylo určeno pořadím ve skupině A2. Poslední 12. družstvo z NBL sestoupilo do II. ligy.

## Výsledky

### Tabulka po první části soutěže
| Poř. | Tým                    | Z  | V  | P  | Skóre     | Body |
| ---- | ---------------------- | -- | -- | -- | --------- | ---- |
| 1.   | ČEZ Basketball Nymburk | 22 | 22 | 0  | 2148:1649 | 44   |
| 2.   | BK Prostějov           | 22 | 16 | 6  | 1988:1756 | 38   |
| 3.   | A Plus ŽS Brno BC      | 22 | 16 | 6  | 1792:1592 | 38   |
| 4.   | Mlékárna Kunín         | 22 | 15 | 7  | 1837:1763 | 37   |
| 5.   | BK SČE Děčín           | 22 | 14 | 8  | 1956:1802 | 36   |
| 6.   | BC Sparta Praha        | 22 | 11 | 11 | 2030:1877 | 33   |
| 7.   | BK NH Ostrava          | 22 | 6  | 13 | 1692:1789 | 31   |
| 8.   | Houseři Brno           | 22 | 9  | 13 | 1756:1858 | 31   |
| 9.   | BK SČP Ústí nad Labem  | 22 | 8  | 14 | 1596:1826 | 30   |
| 10.  | USK Praha              | 22 | 6  | 16 | 1650:1809 | 28   |
| 11.  | BK Synthesia Pardubice | 22 | 4  | 18 | 1668:1980 | 26   |
| 12.  | BK Opava               | 22 | 2  | 20 | 1573:1985 | 24   |

### Tabulka druhé části soutěže, skupina A1
| Poř. | Tým                    | Z  | V  | P  | Skóre     | Body |
| ---- | ---------------------- | -- | -- | -- | --------- | ---- |
| 1.   | ČEZ Basketball Nymburk | 32 | 30 | 2  | 3095:2530 | 62   |
| 2.   | BK Prostějov           | 32 | 23 | 9  | 2895:2640 | 55   |
| 3.   | Mlékárna Kunín         | 32 | 21 | 11 | 2727:2614 | 53   |
| 4.   | A Plus ŽS Brno BC      | 32 | 20 | 12 | 2594:2386 | 52   |
| 5.   | BK SČE Děčín           | 32 | 17 | 15 | 2738:2637 | 49   |
| 6.   | BC Sparta Praha        | 32 | 13 | 19 | 2849:2779 | 45   |

### Tabulka druhé části soutěže, skupina A2
| Poř. | Tým                         | Z  | V  | P  | Skóre     | Body |
| ---- | --------------------------- | -- | -- | -- | --------- | ---- |
| 7.   | BK NH Ostrava               | 32 | 14 | 18 | 2475:2570 | 46   |
| 8.   | BK SČP Ústí nad Labem       | 32 | 14 | 18 | 2377:2632 | 46   |
| 9.   | Houseři Brno                | 32 | 14 | 18 | 2557:2653 | 46   |
| 10.  | USK Praha                   | 32 | 11 | 21 | 2426:2573 | 43   |
| 11.  | Ostacolor BHC SKP Pardubice | 32 | 9  | 23 | 2477:2798 | 41   |
| 12.  | BK Opava                    | 32 | 6  | 26 | 2380:2778 | 38   |

## Play-off
Hrálo se vyřazovacím způsobem, čtvrtfinále a semifinále na tři vítězné zápasy, zápas o 3. místo na dva a finále na čtyři vítězné zápasy. 

### Čtvrtfinále
- (1.) ČEZ Basketball Nymburk - (8.) BK SČP Ústí nad Labem 3:0 (101:62 76:63 106:67)
- (2.) BK Prostějov - (7.) BK NH Ostrava 3:0 (99:91 87:81 93:88)
- (3.) Mlékárna Kunín - (6.) BC Sparta Praha 3:0 (89:83 104:97 20:0)
- (4.) A PLUS ŽS Brno BC - (5.) BK SČE Děčín 3:2 ( 95:83 65:66 87:66 71:74 91:67)

### Semifinále
- ČEZ Basketball Nymburk - A PLUS ŽS Brno BC 3:0 (86:73 81:72 80:72)
- BK Prostějov - Mlékárna Kunín 2:3 (104:87 88:84 93:100 103:104 79:90)

### Zápas o 3. místo
- BK Prostějov - A PLUS ŽS Brno BC 2:1 (105:103 75:105 93:76)

### Finále
- ČEZ Basketball Nymburk - Mlékárna Kunín 4:1 (118:113 96:89 112:75 103:113 95:83)